# Christoph Benke
Christoph Benke (Beč, 1956.), austrijski rimokatolički svećenik, doktor teologije, (od 1998.) duhovnik Centra za studente teologije (Zentrum für Theologiestudierende) Bečke nadbiskupije. Studirao katoličko bogoslovlje u Beču i Tübingenu. 1983. godine zaredio se za svećenika, do 1987. kapelan u Beču. 1990. promoviran, 2001. habilitirao dogmatiku. Od 1990. do 1998. moderator župe Kalksburga (1230 Beč). Predavao duhovnu teologiju (Beč, Salzburg, St. Pölten, München). Djela: Mala povijest kršćanske duhovnosti i dr.